# Пітогу рудий
Піто́гу рудий (Pseudorectes ferrugineus) — вид горобцеподібних птахів родини свистунових (Pachycephalidae). Мешкає на Новій Гвінеї та на сусідніх островах.

## Опис
Довжина птаха становить 28 см. Виду не притаманний статевий диморфізм. Верхня частина тіла рудувато-коричнева, нижня частина тіла жовтувата. Дзьоб чорний, міцний, очі бліді. Представники підвиду P. f. leucorhynchus мають блідий дзьоб.

## Підвиди
Виділяють п'ять підвидів:
- P. f. leucorhynchus (Gray, GR, 1862) — острови Вайгео і Батанта;
- P. f. brevipennis (Hartert, E, 1896) — острови Ару;
- P. f. ferrugineus (Bonaparte, 1850) — острови Місоол і Салаваті[en];
- P. f. holerythrus (Salvadori, 1878) — острів Япен, північ Нової Гвінеї;
- P. f. clarus (Meyer, AB, 1894) — схід і південь Нової Гвінеї.

## Поширення і екологія
Руді пітогу живуть в сухих і вологих рівнинних тропічних лісах та на плантаціях.